# Sherborne School

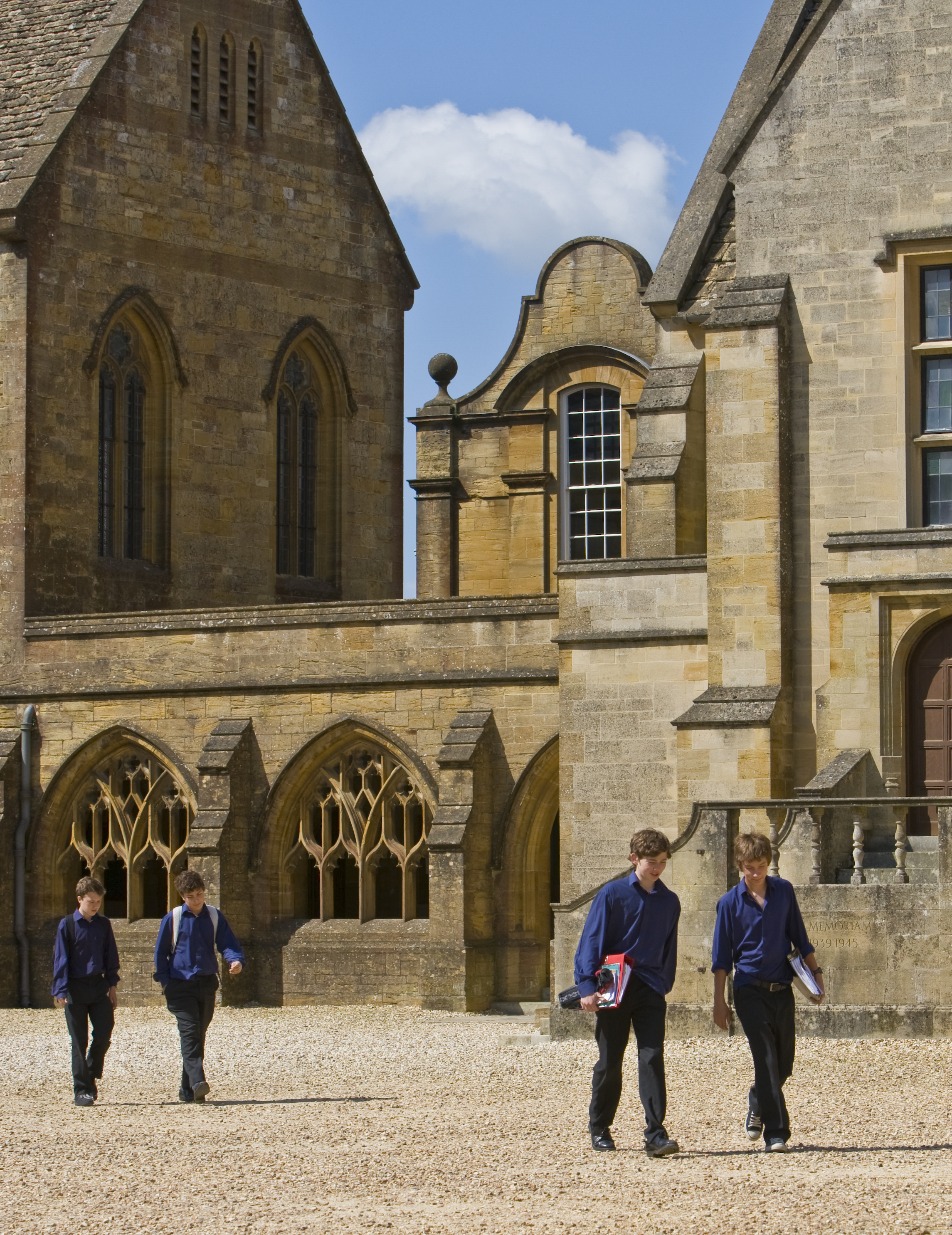

Sherborne School est une école privée anglaise pour garçons située dans la ville cossue de Sherborne dans le nord-ouest du Dorset en Angleterre.

## Histoire
Les origines de l’école remontent au VIIIe siècle quand la tradition de l’enseignement débute grâce à  St Aldhelm. Alfred le grand fut notamment l’un des premiers élèves. L’école était alors liée à abbaye bénédictine de la ville. Le tout premier maître fut Thomas Copeland en 1437. Après la Dissolution des ordres, Édouard VI refonda l’école en 1550 en école du roi Édouard, une école gratuite de grammaire pour les garçons des environs. L’école actuelle qui a connu des aléas depuis la Réforme, se situe sur un terrain qui a appartenu un temps au monastère, ainsi la bibliothèque, la chapelle, les appartements des maîtres jouxtant l’église de l’Abbaye sont des restaurations des bâtiments d’origines. Sherborne School est maintenant une école privée de grand renom qui attire les élèves du monde entier.

## Pensionnaires célèbres
- Hugh Bonneville, acteur
- Tom Bradby, journaliste de télévision et auteur
- Rt Hon Sir Christopher Chataway, athlète et homme politique
- Charles Collingwood, acteur
- Charlie Cox, acteur
- David Cornwell (alias John le Carré), écrivain

- Cecil Day-Lewis, poète
- Nigel Dempster, journaliste
- Jimmy Edwards, humoriste

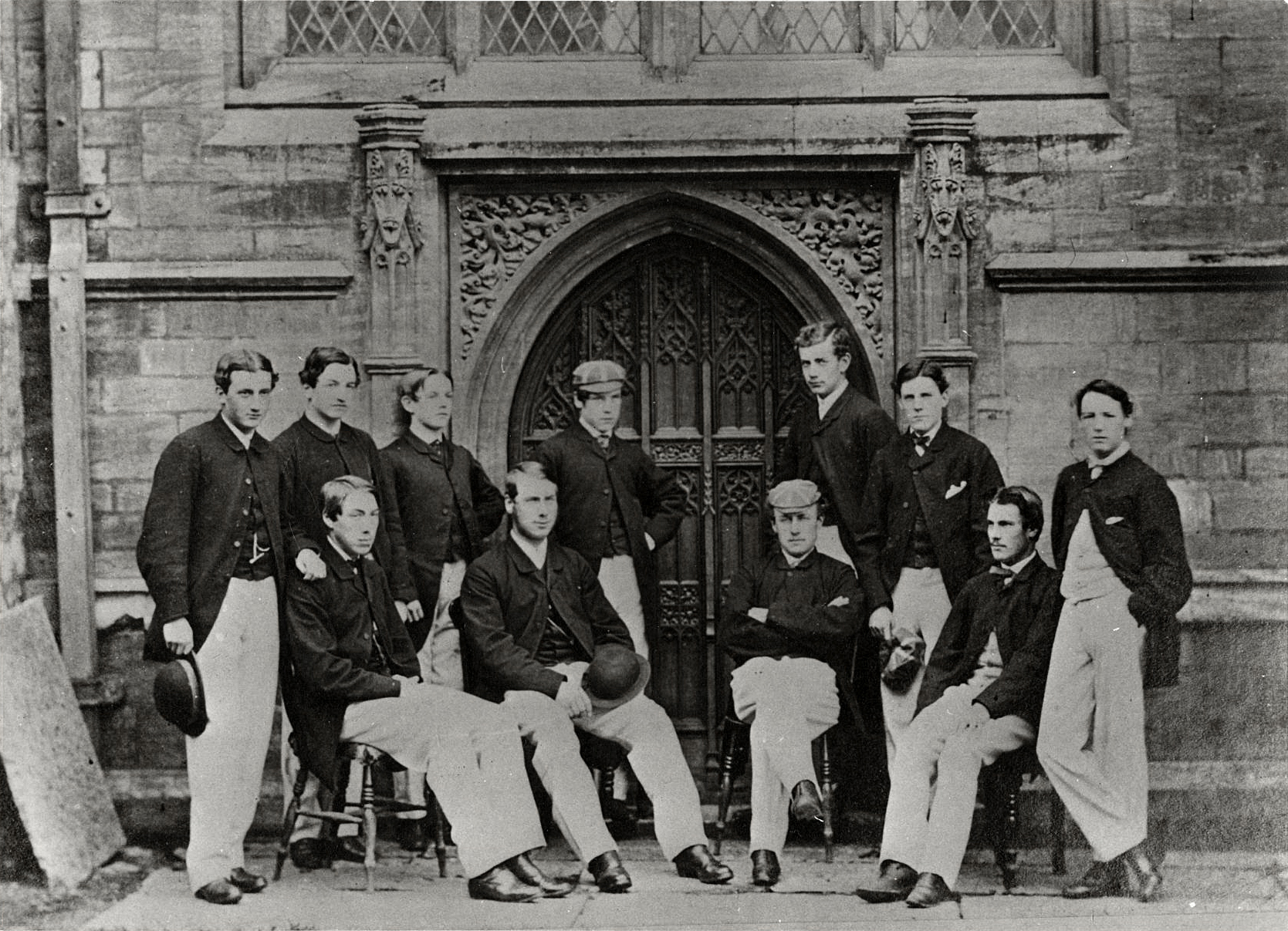
Une photo de classe à la Sherborne School en 1863.

- Sir Richard Eyre, metteur en scène au cinéma et au théâtre, directeur artistique du National Theatre de 1988 à 1997
- Martin Harrison, archéologue
- Sir Michael Hopkins, architecte
- Jeremy Irons, acteur
- Stanley Johnson, homme politique et écrivain
- Anthony Lane, critique de film
- John Le Mesurier, acteur
- Chris Martin, chanteur et musicien (Coldplay)
- King Mswati III, roi du Swaziland
- Keith Muspratt, As des airs lors de la première guerre mondiale
- George Miller, avocat
- Alfred North Whitehead, mathématicien
- Herbert Arnould Olivier, artiste peintre
- Lance Percival, acteur
- Jon Pertwee, acteur
- Sir Alastair Pilkington, directeur de la Banque d'Angleterre
- James Purefoy, acteur
- Ritchie, chanteur, musicien et danseur
- Alan Turing, mathématicien
- Alec Waugh, romancier
- Arthur Waugh, éditeur et critique littéraire
- John Weston, diplomate
- Sheikh Tamim ibn Hamad Al Thani , Emir du Qatar [1]